# Георги Вълчев (историк)
Георги Александров Вълчев е български историк и университетски преподавател. От 2023 г. е ректор на Софийския университет.

## Биография и творчество
Георги Вълчев е роден на 6 март 1962 г. в Николаево, България. Учи в ГПЧЕ „Ромен Ролан“, Стара Загора. Завършва история в Софийския държавен университет през 1988 г. Работи в общинска администрация на Стара Загора.
През 1998 г. получава докторска степен по културология с дисертация „Чужденците в българската следосвобожденска култура“. Доцент в Софийския университет „Св. Климент Охридски“, преподавател в катедра „История и теория на културата" на Философския факултет.
Преподава и в магистърската програма: „Мениджмънт и социализация на културното наследство“. Член е на управителните съвети на Националната фондация и на Общобългарския комитет „Васил Левски“, на Съюза на учените в България, на Алианс Франсез.
Автор на монографиите „Чужденците в българската следосвобожденска култура" (2001) и „Захарий Стоянов и символният капитал на Българското възраждане" (2010).
От 2015 г. до 2023 г. е заместник-ректор по учебната дейност - докторанти и продължаващо обучение на Софийския университет „Св. Климент Охридски“. На 22 ноември 2023 г. е избран за ректор на същия университет.